# Ланкастер (Кентаки)
Ланкастер (енгл. Lancaster) град је у америчкој савезној држави Кентаки.

## Демографија
По попису из 2010. године број становника је 3.442, што је 292 (-7,8%) становника мање него 2000. године.
| Група             | 2000.         | 2010.         |
| Белци             | 3.261 (87,3%) | 3.058 (88,8%) |
| Афроамериканци    | 359 (9,6%)    | 243 (7,1%)    |
| Азијати           | 0 (0,0%)      | 8 (0,2%)      |
| Хиспаноамериканци | 73 (2,0%)     | 86 (2,5%)     |
| Укупно            | 3.734         | 3.442         |